# مايلز روس
مايلز روس (بالإنجليزية: Miles Ross)‏ هو سياسي أمريكي، ولد في 30 أبريل 1827 في الولايات المتحدة، وتوفي في 22 فبراير 1903 في نيو برونزويك في الولايات المتحدة. حزبياً، نشط في الحزب الديمقراطي. وقد انتخب عضو جمعية نيوجيرسي العامة وانتخب عضو مجلس النواب الأمريكي.